# 中野弘道
中野 弘道（なかの ひろみち、1957年〈昭和32年〉2月7日 - ）は、日本の政治家。静岡県焼津市長（4期）。元静岡県議会議員（2期）、元焼津市議会議員（2期）。

## 来歴
静岡県焼津市出身。焼津市立焼津西小学校、焼津市立大村中学校、静岡県立焼津中央高等学校、明治大学商学部商学科卒業。衣料問屋勤務後、衣料品店の経営者となる。
焼津市議会議員を2期務めたのち、2009年（平成21年）1月18日に行われた静岡県議会議員補欠選挙で初当選した。2011年（平成23年）、再選。県議時代は自由民主党に所属した。
2012年（平成24年）11月25日の市長選に自由民主党の推薦を受けて出馬。連合静岡の推薦を受けた現職の清水泰を破り初当選を果たした。12月24日、市長就任。選挙の結果は以下のとおり。
※当日有権者数：114,929人 最終投票率：45.2%（前回比：6.45pts）
| 候補者名 | 年齢 | 所属党派 | 新旧別 | 得票数   | 得票率 | 推薦・支持         |
| -------- | ---- | -------- | ------ | -------- | ------ | ------------------ |
| 中野弘道 | 55   | 無所属   | 新     | 32,474票 | 55.02% | （推薦）自由民主党 |
| 清水泰   | 68   | 無所属   | 現     | 26,548票 | 44.98% | （推薦）連合静岡   |

2016年（平成28年）12月18日の市長選で、元市議の岡田光正を破り再選。※当日有権者数：115,359人 最終投票率：43.88%（前回比：-1.32pts）
開票結果は、当選 中野弘道 (59歳) 無所属 現 32,474票（63.28%）、岡田光正 (64歳) 無所属 新 18,841票（36.72%）だった。
2020年（令和2年）12月13日の市長選で、医師の西田秀を破り3選。※当日有権者数：113,552人 最終投票率：42.4%（前回比：-1.48pts)
開票結果は、当選 中野弘道 (63歳) 無所属 28,308票（59.35%）、西田秀 (30歳) 無所属 新 19,385票（40.65%）だった。
2024年（令和6年）12月15日の市長選で、IT会社社長の真崎英彦を破り4選。※当日有権者数：110,925人 最終投票率：38.5%（前回比：-3.90pts）
開票結果は、当選 中野弘道 (67歳) 無所属（自由民主党、公明党推薦） 26,779票（63.3%）、 真崎英彦 (48歳) 無所属 15,527票（36.7%）だった。

## 栄典
- モンゴル:ナイラムダル（友好）勲章 - （2022年）